# Rugby 7 na Letnich Igrzyskach Olimpijskich 2020 – kwalifikacje kobiet
Kwalifikacje do olimpijskiego turnieju rugby 7 kobiet 2020 miały na celu wyłonienie żeńskich reprezentacji narodowych w rugby 7, które wystąpią w tym turnieju.
Oficjalne ogłoszenie systemu kwalifikacji przez World Rugby nastąpiło w połowie września 2018 roku po zatwierdzeniu przez Międzynarodowy Komitet Olimpijski. Proces kwalifikacji dla zespołów obojga płci był co do zasady taki sam i obejmował jedno miejsce dla gospodarza igrzysk, cztery dla czołowych drużyn światowego cyklu (World Rugby Sevens Series i World Rugby Women’s Sevens Series), sześć dla zwycięzców turniejów eliminacyjnych w każdym z sześciu regionów podlegających WR oraz jedno dla triumfatora światowego turnieju kwalifikacyjnego, w którym wystąpi po dwanaście zespołów wyznaczonych z klucza geograficznego, które do tego czasu nie uzyskają awansu. Regionalne turnieje odbędą się pomiędzy 30 czerwca a 31 grudnia 2019 roku. W turniejach ostatniej szansy, które odbędą się do 30 czerwca 2020 roku, każdemu z regionów przyznano po dwa miejsca. Na początku kwietnia 2019 roku, ogłaszając daty regionalnych turniejów, World Rugby wprowadziło zastrzeżenie, że w przypadku, gdy kwalifikację z WSS uzyskają dwie północnoamerykańskie żeńskie reprezentacje, nie będzie automatycznego awansu na igrzyska z tego regionu, zaś to miejsce zostanie przekazane dla finalisty światowego turnieju.

## Zakwalifikowane drużyny
| Kwalifikacja                                  | Data                                   | Gospodarz | Miejsca | Zakwalifikowani                                  |
| --------------------------------------------- | -------------------------------------- | --------- | ------- | ------------------------------------------------ |
| Gospodarz                                     | –                                      | –         | 1       | Japonia                                          |
| World Rugby Women’s Sevens Series (2018/2019) | 20 października 2018 – 16 czerwca 2019 |           | 4       | Australia Kanada Nowa Zelandia Stany Zjednoczone |
| Południowoamerykański turniej kwalifikacyjny  | 1–2 czerwca 2019                       | Peru      | 1       | Brazylia                                         |
| RAN Women’s Sevens 2019                       | 6–7 lipca 2019                         | Kajmany   | 0–1     | –                                                |
| Europejski turniej kwalifikacyjny             | 13–14 lipca 2019                       | Rosja     | 1       | Wielka Brytania                                  |
| Mistrzostwa Afryki 2019                       | 12–13 października 2019                | Tunezja   | 1       | Kenia                                            |
| Mistrzostwa Oceanii 2019                      | 7–9 listopada 2019                     | Fidżi     | 1       | Fidżi                                            |
| Azjatycki turniej kwalifikacyjny              | 9–10 listopada 2019                    | Chiny     | 1       | Chiny                                            |
| Światowy turniej kwalifikacyjny               | 20–21 czerwca 2020                     | Monako    | 1–2     | Francja Rosja                                    |
| Razem                                         |                                        |           | 12      |                                                  |

## Kwalifikacje

### World Rugby Women’s Sevens Series (2018/2019)
Nowozelandki, po zwycięstwach w pierwszych trzech turniejach, jako pierwsze zapewniły sobie kwalifikację na igrzyska awansując do półfinału piątych zawodów. Przed ostatnim turniejem szansę na awans miały jeszcze cztery reprezentacje, dla Francuzek jednak strata z pierwszej części sezonu okazała się zbyt duża do odrobienia, toteż premiowane miejsca w klasyfikacji generalnej cyklu zajęły reprezentacje USA, Kanady i Australii.

### Turnieje kontynentalne

#### Afryka
Zawody zostały rozegrane w rozszerzonej do dwunastu reprezentacji obsadzie w dniach 12–13 października 2019 w Tunezji. Reprezentacje zostały podzielone na trzy czterozespołowe grupy rywalizujące w pierwszej fazie w ramach grup systemem kołowym. Po zakończeniu pierwszej fazy ustalany był ranking przed trzymeczową fazą play-off, a czołowa ósemka awansowała do ćwierćfinałów. Bezpośrednią kwalifikację na Letnie Igrzyska Olimpijskie 2020 uzyskiwał zwycięzca zawodów, dwa kolejne zespoły otrzymały natomiast prawo do występu w turnieju barażowym, z wyłączeniem reprezentacji Południowej Afryki, która w ten sposób nie może uzyskać awansu zgodnie z decyzją South African Sports Confederation and Olympic Committee. Turniej zdominowały reprezentantki RPA, jedyne punkty tracąc w spotkaniu finałowym. Pokonane wówczas Kenijki uzyskały jednak prawo gry w tokijskich igrzyskach, do turnieju barażowego awansowali natomiast pozostali dwaj półfinaliści – Madagaskar i Tunezja.

#### Ameryka Południowa
Południowoamerykański turniej został zaplanowany do rozegrania w dniach 1–2 czerwca 2019 na nowym stadionie w Limie zbudowanym na potrzeby turnieju rugby 7 na Igrzyskach Panamerykańskich 2019. Przystąpiło do nich dziesięć reprezentacji podzielonych na dwie pięciozespołowe grupy na podstawie wyników osiągniętych w kwietniowym turnieju w Asunción. W pierwszej fazie rywalizowały one w ramach grup systemem kołowym, po czym nastąpiła faza pucharowa – dwie czołowe drużyny z każdej grupy walczyły o medale, pozostałe zaś o poszczególne miejsca. Pierwszy dzień z kompletem zwycięstw zakończyły jedynie Peruwianki i Brazylijki. Jedyną niepokonaną drużyną uzyskując tym samym bezpośredni awans na igrzyska w Tokio okazały się Brazylijki, na podium otrzymując prawo do występu w światowym turnieju kwalifikacyjnym uplasowały się także Kolumbia i Argentyna.

#### Ameryka Północna
Północnoamerykański turniej został zaplanowany do rozegrania w dniach 6–7 lipca 2019 roku na Kajmanach. Bezpośredni awans na igrzyska miał uzyskać jego zwycięzca, bądź w przypadku, gdy kwalifikację z WSS uzyskają dwie północnoamerykańskie żeńskie reprezentacje, żaden z uczestniczących zespołów. W każdym z przypadków prawo do udziału w turnieju ostatniej szansy uzyskają dwie czołowe drużyny tych zawodów. Uczestniczące zespoły oraz format zawodów ogłoszono pod koniec maja 2019 roku, zaś harmonogram spotkań w kolejnym miesiącu. W mistrzostwach wzięło udział sześć zespołów, bez zakwalifikowanych wcześniej reprezentantek USA i Kanady, które w ciągu dwóch meczowych dni rywalizowały systemem kołowym w ramach jednej grupy, następnie czołowa dwójka zmierzyła się w finale, dwie kolejne walczyły o brąz, pozostałe dwie zaś o miejsce piąte. Stawką mistrzostw prócz medali były także dwa miejsca w turnieju barażowym do LIO 2020. Jedyną drużyną z kompletem zwycięstw w pierwszym dniu była Jamajka, które dobrą passę utrzymały do końca fazy grupowej. W finale Meksykanki zrewanżowały się im jednak za porażkę w pierwszej fazie zdobywając tym samym trzeci tytuł z rzędu, oba te zespoły uzyskały prawo gry w światowym turnieju barażowym.

#### Azja
W rozegranych w chińskim Kantonie zawodach wzięło udział osiem reprezentacji – siedem zespołów tegorocznych mistrzostw kontynentu oraz zwycięzcy sierpniowego turnieju kwalifikacyjnego – które rywalizowały w pierwszym dniu systemem kołowym w ramach dwóch czterozespołowych grup, po czym po dwie czołowe z każdej z nich awansowały do półfinałów, a pozostała czwórka zmierzyła się w walce o Plate. Reprezentacja Chin wysoko wygrała wszystkie swoje pojedynki kwalifikując się tym samym do olimpijskiego turnieju, natomiast prawo do występu w turnieju barażowym uzyskały Hongkong i Kazachstan.

#### Europa
Zawody zostały rozegrane w dniach 13–14 lipca 2019 roku na Stadionie Centralnym w Kazaniu. Przystąpiło do nich dwanaście reprezentacji wyłonionych z wszystkich dywizji tegorocznych mistrzostw Europy. Bezpośrednią kwalifikację na Letnie Igrzyska Olimpijskie 2020 uzyskiwał zwycięzca zawodów, dwa kolejne zespoły otrzymały natomiast prawo do występu w turnieju barażowym. W turnieju triumfowały Angielki, na LIO 2020 kwalifikując tym samym reprezentację Wielkiej Brytanii, prawo gry w turnieju barażowym uzyskały natomiast Rosja i Francja.

#### Oceania
Zawody zostały rozegrane w dniach 7–9 listopada 2019 roku w Suvie. W kwalifikacjach wzięło udział osiem reprezentacji, które rywalizowały w pierwszej fazie systemem kołowym w ramach dwóch czterozespołowych grup, a do półfinałów awansowały po dwa czołowe zespoły. Faworyzowany zespół Fidżi w pięciu meczach nie oddając rywalkom nawet punktu awansował na tokijskie igrzyska, natomiast reprezentantki Papui-Nowej Gwinei wraz z Samoankami do światowego turnieju barażowego do LIO 2020.

### Światowy turniej kwalifikacyjny
W turnieju ostatniej szansy każdemu z regionów przydzielono po dwa miejsca dla najlepszych zespołów, które nie uzyskały automatycznej kwalifikacji z kontynentalnej eliminacji. Awans na igrzyska uzyska triumfator tych zawodów, a także – w przypadku, gdy kwalifikację z WSS uzyskają dwie północnoamerykańskie żeńskie reprezentacje – jego finalista. Przedturniejowe faworytki, Francuzki i Rosjanki, jedyni w tym gronie stali uczestnicy WSS, uzyskały awans na tokijskie igrzyska wysoko wygrywając wszystkie swoje pojedynki – te pierwsze bez straty choćby punktu, te drugie oddając jedno przyłożenie Argentynkom.